# Dolingadreefbrug
De Dolingadreefbrug (brug 1012) is een bouwkundig kunstwerk in Amsterdam-Zuidoost.
Het viaduct dan wel de tunnel werd omstreeks 1971 gebouwd in een pakket bruggen hier in de buurt. Die waren nodig om de geplande gescheiden verkeersstromen te realiseren. Het bovendek van het viaduct ligt in de Dolingadreef; een doorgaande route voor gemotoriseerd verkeer, geplaatst op een dijklichaam. Onder dat brugdek loopt een voet- en fietspad/tunnel liggend op maaiveldniveau. Het bruggensysteem waar ook Burgemeester Stramanbrug (brug 1260) deel van uitmaakt zorgt dat voetgangers en fietsers geweerd konden worden van de kruising Dolingadreef en Burgemeester Stramanweg. Zij gaat er middels het Abcouderpad onderdoor.
Het ontwerp van deze brug is afkomstig van Dirk Sterenberg, werkend bij de Dienst der Publieke Werken. De brug lijkt in serie gemaakt. De brug werd in een pakketje ontwikkeld en gebouwd. Brug 1012, Brug 1076, brug 1207, brug 1208, brug 1209, brug 1210, brug 1211, brug 1213, brug 1243 en brug 1245 (1243 en 1245 zijn vlak daarna alweer gesloopt) stammen uit dezelfde tijd. Voor bijna al deze bruggen ontwierp Sterenberg die ook kunstenaar was een opvallend schakelkastje, dat past in de lijnen in de betegeling van de landhoofden.
De brug kreeg pas in 2018 haar naam en is indirect vernoemd naar state Dolinga nabij Grouw, Friesland.

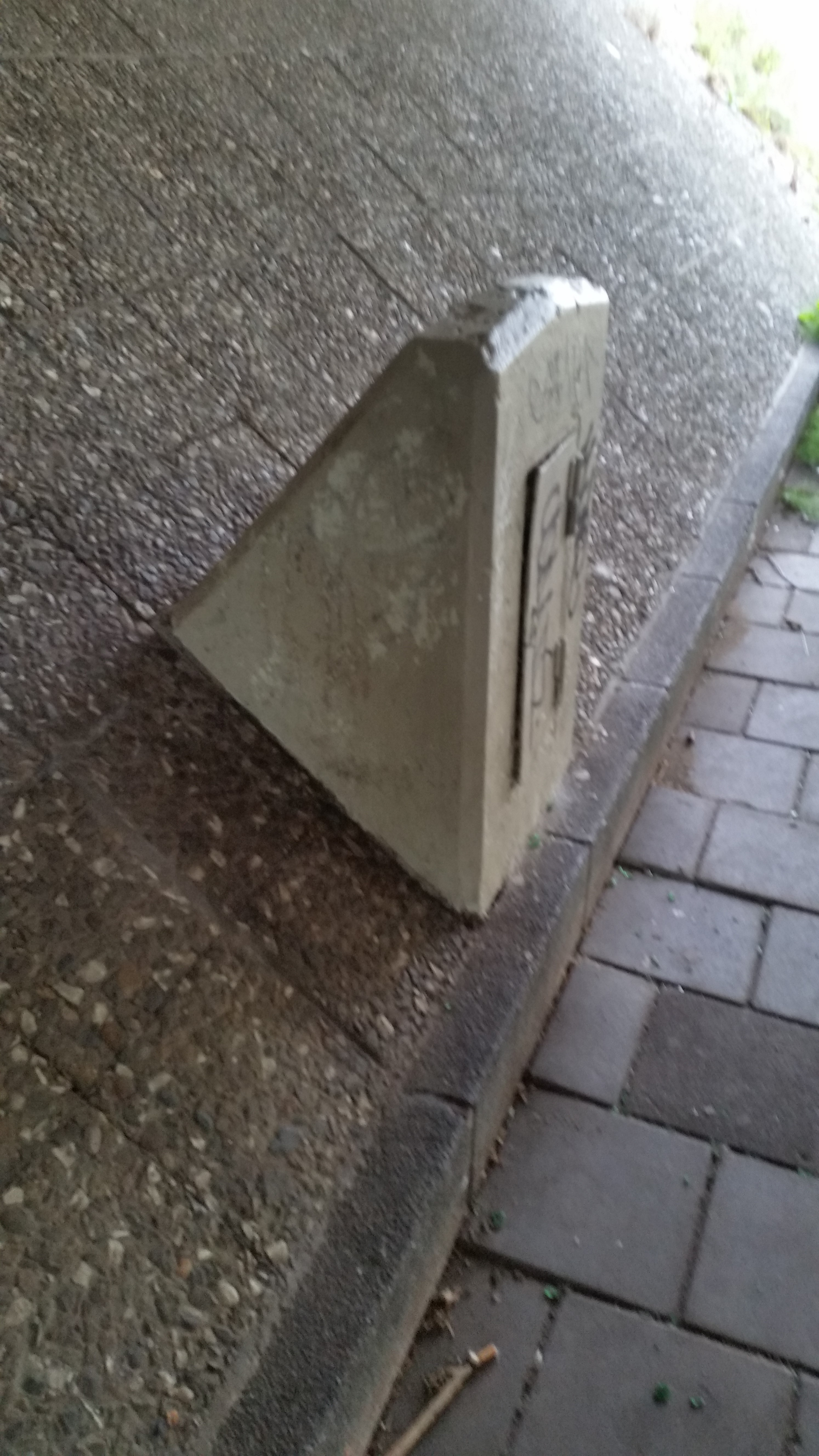
Schakelkast onder Dolingadreefbrug (juli 2020)

<<< · 1000 · 1001 · 1002 · 1003 · 1004 · 1005 · 1006 · 1007 · 1008 · 1009 · 1010 · 1011 · 1012 · 1013 · 1014 · 1018 · 1028 · 1029 · 1030 · 1032 · 1033 · 1034 · 1035 · 1036 · 1037 · 1038 · 1039 · 1040 · 1041 · 1044 · 1045 · 1046 · 1048 · 1049 · 1050 · 1051 · 1062 · 1063 · 1064 · 1065 · 1066 · 1067 · 1076 · 1077 · 1078 · 1083 · 1090 · 1092 · 1093 · 1094 · 1095 · 1096 · 1097 · 1098 · 1099 · >>>
Brugnummers  1015, 1016, 1017, 1019, 1020, 1021, 1022, 1023, 1024, 1025, 1026, 1027, 1031, 1042, 1043, 1047, 1052/1053 (niet gebouwd), 1054, 1055, 1056, 1057, 1058, 1059, 1060, 1061, 1068, 1069-1075, 1079, 1080, 1081, 1082, 1084-1088, 1089 en 1091 (onbekend) zijn niet meer vergeven. De meesten daarvan zijn gesloopt in verband met sanering Zuidoost. Alle bruggen lagen en liggen in Zuidoost behalve bruggen 1000 en 1002.